# Vorinostat
Vorinostat este un agent chimioterapic utilizat în tratamentul limfomului cutanat cu celule T. Este un inhibitor de histon-deacetilaze. Calea de administrare disponibilă este cea orală.